# Maria do Rosário Sambo
Maria do Rosário Teixeira de Alva Sequeira Bragança Sambo (Benguela, 28 de maio de 1959) é uma médica, pesquisadora-docente universitária e política angolana, uma das referências em pesquisas científicas sobre fatores genéticos da malária em Angola.

## Biografia
Filha de Julião de Jesus Sequeira Bragança Sambo e de Maria Luna Azulay Teixeira de Alva, Maria do Rosário Sambo concluiu em 1976 o seu ensino secundário no Liceu Nacional Salvador Correia, situado em Luanda.
No final da década de 1970, ela ingressou no curso de medicina da Faculdade de Medicina da Universidade de Angola, tendo concluído a sua licenciatura em 1983. Nesta instituição de ensino, ela iniciou no magistério em 1979 como monitora auxiliar de ensino.
Ela começou suas atividades profissionais no campo médico entre os anos de 1983 a 1984, quando atuou como médica clínica geral no Hospital Regional-Central do Huambo, situado na região central de Angola.
Entre os anos de 1985 a 1991, Maria do Rosário Sambo exerceu a prática médica em medicina interna no Hospital Universitário Américo Boavida, situado em Luanda.
Entre 1997 a 2006, Maria do Rosário atuou como assistente de Neurologia do Ministério da Saúde no Hospital Universitário Américo Boavida e no Hospital Pediátrico David Bernardino.
Em 2010, ela defendeu sua tese de doutoramento em Medicina, na área de especialização em Genética, na Faculdade de Medicina da Universidade de Lisboa (Portugal), sob a orientação dos professores António Coutinho e Carlos Penha Gonçalves.
Em 2010, Maria do Rosário conquistou o Prémio de Investigação Biomédica da Ordem dos Médicos de Angola.
Ela se tornou decana da Faculdade de Medicina da Universidade Katyavala Bwila entre janeiro de 2011 a julho de 2015.
Em 2015, ela obteve a aprovação em prova pública para provimento à categoria de Professora Titular (Catedrática) da Faculdade de Medicina da Universidade Agostinho Neto.
Entre 6 de agosto de 2015 a 28 de setembro de 2017, Rosário Sambo exerceu o cargo de Reitora da Universidade Agostinho Neto, após eleição direta pela comunidade universitária.
Entre 2017 e 2024, Maria do Rosário Sambo exerceu o cargo de Ministra do Ensino Superior, Ciência, Tecnologia e Inovação da República de Angola. Em 2024 foi nomeada para exercer o cargo de Ministra do Gabinete de Estado para a Área Social.

## Principais obras
- "Ensino superior em Angola: desafios e oportunidades ao nível institucional". Fórum da Gestão do Ensino Superior nos Países e Regiões de Língua Portuguesa: Revista FORGES Vol. 3, n. 1 (2016): 83-106. [em coautoria com SIMÕES C, FERREIRA A, FRESTA M];
- "Current status on health sciences research productivity pertaining to Angola up to 2014". Health Research Policy and Systems (2015) 13:32 DOI 10.1186/s12961-015-0021-z. [em coautoria com FERREIRA A];
- "Desafios da educação médica e da investigação em saúde no contexto de Angola [Challenges in medical education and health research in Angola]". Revista Brasileira de Educação Médica 2014; 38(1):133-141. [em coautoria com FRESTA M, SIMÕES CFC, FERREIRA A];
- Susceptibilidade genética à malária cerebral em crianças angolanas. Tese de doutoramento, Medicina (Genética), Universidade de Lisboa, Faculdade de Medicina, 2010.